# Margaret Hoelzer
Margaret Hoelzer (Huntsville, 30 de março de 1983) é uma nadadora norte-americana, ganhadora de três medalhas em Jogos Olímpicos.
Foi recordista mundial dos 200 metros costas em 2008.